# Fontaine-Guérin
Fontaine-Guérin là một xã trong vùng hành chính Pays de la Loire, thuộc tỉnh Maine-et-Loire, quận Angers, tổng Beaufort-en-Vallée. Tọa độ địa lý của xã là 47° 29' vĩ độ bắc, 00° 11' kinh độ đông. Fontaine-Guérin nằm trên độ cao trung bình là 52 mét trên mực nước biển, có điểm thấp nhất là 21 mét và điểm cao nhất là 90 mét. Xã có diện tích 22,51 km², dân số vào thời điểm 2006 là 830 người; mật độ dân số là 37 người/km².

## Thông tin nhân khẩu
| 1962 | 1968 | 1975 | 1982 | 1990 | 1999 |
| ---- | ---- | ---- | ---- | ---- | ---- |
| 664  | 679  | 587  | 579  | 628  | 723  |

## Địa điểm tham quan
- Nhà thờ St. Martin de Vertou